# Fossombronia straussiana
Fossombronia straussiana là một loài Rêu trong họ Fossombroniaceae. Loài này được Perold mô tả khoa học đầu tiên năm 1997.